# James Frain
James Frain, född 14 mars 1968 i Leeds i West Yorkshire, är en brittisk skådespelare.
Frain debuterade i filmen Shadowlands (1993). Han har även uppträtt med Royal Shakespeare Company. Han har vidare medverkat i TV-serier som 24, Invasion, The Tudors, True Blood och Grimm.

## Filmografi, i urval
- 1993 – Shadowlands
- 1995 – Lycksökerskorna (TV-serie)
- 1996 – Loch Ness
- 1998 – Elizabeth - Álvaro de la Quadra
- 1998 – Hilary & Jackie
- 2000 – Där mitt hjärta finns
- 2005 – 24 (TV-serie) - Paul Raines
- 2006 – Invasion (TV-serie) - Eli Szura
- 2007 – The Tudors (TV-serie) - Thomas Cromwell
- 2010 – Tron: Legacy - Jarvis
- 2010 – True Blood (TV-serie) - Franklin Mott
- 2011 – Water for Elephants
- 2012 – Grimm (TV-serie) - Eric Renard
- 2013 – The White Queen (TV-serie) - Lord Warwick, kungamakaren
- 2013 – The Lone Ranger
- 2015 – True Detective (TV-serie)
- 2015–2016 – Gotham (TV-serie)
- 2019 – Elementary (TV-serie)